# 高階秀爾
高階 秀爾（たかしな しゅうじ、1932年2月5日 - 2024年10月17日）は、日本の美術史学者・美術評論家。位階は従三位。
大原芸術研究所所長。東京大学文学部名誉教授。日本芸術院会員、文化功労者、文化勲章受章者。日本芸術院院長、公益財団法人西洋美術振興財団理事長、大原美術館館長などを務めた。秋田県立美術館顧問。

## 経歴
出生から修学期
1932年、東京で生まれた。父は哲学者・高階順治で、母方の姓を継いで旧姓・佐々木を名乗った。東京高等師範学校附属小学校（現・筑波大学附属小学校)に入学し、のちに東大教授となる芳賀徹、平川祐弘、石井進、平田賢とは同じクラス（第1部）であり、波多野里望とはこの頃から仲良しであった。1944年に小学校を卒業し、東京高師附属中学（現・筑波大学附属中学校・高等学校）に入学。1944年9月から1946年9月まで、父親の出身地である秋田県（大曲町）に疎開し、旧制角館中学で学んだ。
1948年、四修で旧制第一高等学校に入学。1年修了で翌年新制東京大学に入学。在学中に矢代幸雄の『世界に於ける日本美術の位置』を読み、西洋美術史研究を志す。1953年、東京大学教養学部教養学科を卒業。東京大学大学院に進み、在学中の1954年から1959年まで、フランス政府招聘留学生として渡仏。パリ大学付属美術研究所およびルーブル学院で西洋近代美術史を専攻し、展覧会の運営など美術行政についても学んだ。
美術研究者として
帰国後、国立西洋美術館主任研究官に就いた。美術館勤務の一方で評論活動も開始し、1967年には遠山一行、江藤淳と雑誌『季刊藝術』を創刊。編集長は古山高麗雄で1979年まで計50号発行した。学界では、1968年に発足した日本文化会議に参画（1994年に解散）。
1971年、東京大学文学部美術史科助教授に就いた。1979年に同教授昇格。1992年に東京大学を定年退官し、名誉教授となった。
同1992年4月、国立西洋美術館館長に就任。2000年まで務めた。1997年、パリ第一大学より名誉教授を授与された。2002年4月～2023年6月、大原美術館館長。2004年、京都造形芸術大学大学院長となり、同比較藝術学研究センター所長も兼ねた。2008年、京都造形芸術大学を退職。2015年、日本芸術院会員に選出された。2020年10月～2023年9月まで、日本芸術院長を務めた。2024年4月、同年開設された大原芸術研究所の所長に就任に就任。運営財団の理事についても兼務した。2024年10月17日、心不全のため、死去。92歳没。死没日付をもって従三位に叙された。

## 受賞・栄典
- 1972年 - 『ルネッサンスの光と闇』で芸術選奨文部大臣賞、日本翻訳出版文化賞
- 1981年 - フランス文化省から芸術文化勲章シュヴァリエ章（騎士）
- 1988年 - NHK放送文化賞
- 1989年 - 芸術文化勲章オフィシエ章（将校）
- 1997年 - 明治村賞
- 1998年 - 日本文化デザイン大賞
- 2000年 - 紫綬褒章
- 2002年 - 日本芸術院賞・恩賜賞
- 2001年 - フランスレジオンドヌール勲章シュヴァリエ章。日仏美術交流に関する長年の貢献により
- 2005年 - 文化功労者
- 2012年 - 文化勲章[8]

## 研究内容・業績
- 西洋美術館研究官、東京大学の美術史教授として、1963年の『世紀末芸術』を始め数多くの著作があり、啓蒙的役割を果した。ルネサンス期以降の西洋美術を専門としながら、日本近代美術にも造詣が深くその方面の著作、画集編集もある。
- 同じ東京大学比較文学教授を務め、京都造形芸術大学名誉学長である芳賀徹とは小学校時代からの友人。
- 『名画を見る眼』正・続（岩波新書）は、半世紀重版され計・82万部出された（新版の紹介より）。

## 家族・親族
- 父：高階順治は哲学者。
- 母：佐々木信。
- 祖父(母方)：佐々木秀一。
- 妻：舞台女優・エッセイストの高階菖子（しょうこ）
- 娘：京都大学人文科学研究所教授で美術史学者の高階絵里加。

## 著書

### 単著
- 『世紀末芸術』紀伊國屋書店(紀伊國屋新書) 1963
  - 単行版 紀伊國屋書店 1981
  - 改訂 ちくま学芸文庫 2008
- 『ピカソ：剽窃の論理』筑摩書房 1964
  - 増補版 美術公論社 1983
  - 改訂 ちくま学芸文庫 1995
- 『現代絵画』保育社(カラーブックス) 1964
- 『現代美術』筑摩書房(グリーンベルト新書) 1965
  - 増補改題『20世紀美術』 ちくま学芸文庫 1993
- 『芸術・狂気・人間：その実態と本質を探る』番町書房 1966
- 『フィレンツェ：初期ルネサンス美術の運命』中央公論社:中公新書[9] 1966
- 『芸術空間の系譜』鹿島研究所出版会(SD選書) 1967
- 『美の思索家たち』新潮社 1967
  - 増補版 青土社 1983、新版 1993※
- 『近代美術の巨匠たち』美術出版社 1969
  - 新版 青土社 1998※
  - 改訂 岩波現代文庫　2008
- 『名画を見る眼』岩波新書 青版 1969
  - 改訂新版『カラー版 名画を見る眼 I：油彩画誕生からマネまで』岩波新書 2023[10]※
- 『続 名画を見る眼』岩波新書 青版 1971
  - 改訂新版『カラー版 名画を見る眼 II：印象派からピカソまで』岩波新書 2023[11]※
- 『ルネッサンスの光と闇：芸術と精神風土』三彩社 1971
  - 改訂 中公文庫 1987、改版[注 1]上・下 2018※
- 『日本近代美術史論』講談社 1972
  - 改訂 講談社文庫 1980※
  - 再訂 講談社学術文庫 1990
  - 新版 ちくま学芸文庫 2006
- 『十二人の芸術家：現代を拓いた人々』講談社現代新書 1974
  - 改訂 青土社 1994
- 『近代絵画史：ゴヤからモンドリアンまで』中公新書 1975
  - 増補版『カラー版 近代絵画史 上：ロマン主義、印象派、ゴッホ』中公新書 2017※
  - 増補版『カラー版 近代絵画史 下：世紀末絵画、ピカソ、シュルレアリスム』2023※[注 2]
- 『日本近代の美意識』青土社 1978、増補版 1986、新版 1993※
- 『歴史のなかの女たち：名画に秘められたその生涯』文藝春秋 1978／文春文庫 1984
  - 改訂 岩波現代文庫 2008
- 『西欧芸術の精神』青土社 1979
  - 増補版 1986、新版 1993
- 『ルネッサンス夜話：近代の黎明に生きた人びと』平凡社 1979
  - 新版 河出文庫 1987
  - 改訂 平凡社ライブラリー 2015
- 『美の回廊：ドラクロワからミロまで』美術公論社 1980
- 『ゴッホの眼』青土社 1984
  - 新版 1993、2005、2019
- 『想像力と幻想：西欧十九世紀の文学・芸術』青土社 1986、新版 1994
- 『世紀末の美神たち』集英社 1989
  - 改訂 青土社 1997、新版2020
- 『フランス絵画史：ルネッサンスから世紀末まで』講談社学術文庫 1990[12]
- 『日本美術を見る眼』岩波書店 1991／岩波同時代ライブラリー 1996
  - 増訂 岩波現代文庫　2009[13]
- 『19・20世紀の美術：東と西の出会い』(岩波日本美術の流れ 6) 岩波書店 1993
- 『モーツァルトの肖像をめぐる15章』小学館 1995
  - 改題『肖像画論』青土社 2010
- 『日本絵画の近代：江戸から昭和まで』青土社 1996※
- 『西欧絵画の近代：ロマン主義から世紀末まで』青土社 1996※
- 『芸術のパトロンたち』岩波新書 1997
- 『西洋の眼 日本の眼』青土社 2001、新版 2018
- 『バロックの光と闇』小学館 2001
  - 改訂 講談社学術文庫 2017※
- 『本の遠近法』新書館 2006
- 『日本の現代アートをみる』講談社 2008
- 『誰も知らない「名画の見方」』小学館101ビジュアル新書 2010
- 『ニッポン現代アート』講談社 2013
- 『ミロのヴィーナスはなぜ傑作か？：ギリシャ・ローマの神話と美術』小学館101ビジュアル新書 2014
- 『ダ・ヴィンチの「最後の晩餐」はなぜ傑作か？』小学館101ビジュアル新書 2014
- 『ニッポン・アートの躍動』講談社 2015
- 『日本人にとって美しさとは何か』筑摩書房 2015
- 『〈受胎告知〉：絵画でみるマリア信仰』PHP新書 2018※ [注 3]
- 『ヨーロッパ近代芸術論：「知性の美学」から「感性の詩学」へ』筑摩書房 2023※ [注 4]
- 『エラスムス：闘う人文学者』筑摩書房(筑摩選書) 2024※

※ 各・電子書籍も刊

### 共著・編著
- 『ルーヴル美術館』中山公男共編著、社会思想研究会出版部〈現代教養文庫〉、1961年。
- 『シャガール：人と芸術』坂崎乙郎共著、社会思想社〈現代教養文庫〉、1963年。
- 『芸術と思想：シンポジウム』江藤淳・遠山一行共編、講談社、1969年。
- 『美の冒険：現代人の思想6』編・解説、平凡社、1969年。
- 『現代の美術』（全12巻別巻1）中原佑介 企画共編、講談社、1971 - 1973年。
- 『絵の言葉』対話：小松左京、エッソ・スタンダード石油広報部〈エナジー対話〉、1975年。講談社学術文庫、1976年。青土社、2009年
- 『19世紀の文学・芸術：徹底討議』平島正郎・菅野昭正、青土社、1975年。新装版2000年
- 『芸術の精神史：蕪村から藤島武二まで』共同討議・芳賀徹共編、淡交社、1976年。
- 『ヒエロニムス・ボッス全作品』中央公論社、1978年。
- 『近代日本絵画史』河北倫明共著、中央公論社、1978年。
- 『共同討議・書物の世界』中村雄二郎・山口昌男、青土社、1980年。
- 『世界都市の条件』芳賀徹共編、筑摩書房、1992年。
- 『世界の中の日本絵画』平山郁夫共著、美術年鑑社、1994年。
- 『川村清雄研究』三輪英夫共編、中央公論美術出版、1994年。
- 『江戸のなかの近代―秋田蘭画と解体新書』武塙林太郎・養老孟司・芳賀徹ほか、筑摩書房、1996年。
- 『西洋美術史ハンドブック』三浦篤共編、新書館、1997年。
- 『日本の美を語る』討議集、青土社、2004年。ISBN 4791761405。
- 『水絵の福音使者－評伝大下藤次郎』美術出版社、2005年。「鑑賞編」「資料編」の2分冊で評伝を担当
- 『江戸への新視点』田中優子共編、新書館、2006年。
- 『ミュージアム・パワー』蓑豊共編、慶應義塾大学出版会、2006年。ISBN 4766413067。
- 『美人画の系譜』小学館、2011年。
- 『ルネサンスの名画101』新書館、2011年。
- 『〈西洋美術史を学ぶ〉ということ』千足伸行・石鍋真澄／喜多崎親編、三元社、2014年。成城大学文芸学部創設60周年記念シンポジウム報告書
- 『人の心を動かすことができなければ、芸術ではない。』ミネルヴァ書房、2020年。京都府立文化芸術会館・連続講座

### 翻訳
- ミッシェル・ラゴン『抽象芸術の冒険』吉川逸治と共訳、紀伊國屋書店、1957年。
- ミッシェル・ラゴン『現代建築』紀伊國屋書店、1960年。
- ベルナール・ドリヴァル『ルオー』美術出版社、1961年。新版1977年
- ヴィクトール・リュシアン・タピエ『バロック芸術』坂本満と共訳、白水社〈文庫クセジュ〉、1962年。
- ルネ・ユイグ『見えるものとの対話』中山公男と共訳、美術出版社（全3巻）、1962-63年。
- エドガー・ウィント『芸術と狂気』岩波書店、1965年。復刊1994年
- リオネロ・ヴェントゥーリ『近代画家論』坂本満・佐々木英也と共訳、角川書店、1967年。
- ラゴン『新しい芸術の誕生：現代芸術の技法と傾向』紀伊國屋書店、1967年。
- アンドレ・シャステル『人類の美術〈12〉 イタリア・ルネッサンス：1460-1500』新潮社、1968年。
- S・T・マドセン『アール・ヌーヴォー』千足伸行と共訳、平凡社〈世界大学選書〉、1970年。美術公論社、1983年
- ケネス・クラーク『ザ・ヌード：裸体芸術論－理想的形態の研究』佐々木英也と共訳、美術出版社、1971年。ちくま学芸文庫、2004年
- ルネ・ユイグ『モナ・リザ：レオナルド・ダ・ヴィンチ－ルーヴル美術館』美術出版社、1974年。
- 『ルオー』ベルナール・ドリヴァル解説、新潮社〈新潮美術文庫〉、1976年。
- ケネス・クラーク『絵画の見かた』白水社、1977年。白水Uブックス、2003年
- ローランド・ペンローズ『ピカソ：その生涯と作品』八重樫春樹と共訳、新潮社、1978年。
- フランソワ・シャポンほか『ルオー全版画』2冊組、柳宗玄・坂本満と共訳、岩波書店、1979年。
- ピエール=ルイ・マチュー『ギュスターヴ・モロー：その芸術と生涯』隠岐由紀子と共訳、三省堂、1980年。
- ロバート・カミング『ちょっとみてください… 絵画のみかた』メルヘン社、1980年。
- ケネス・クラーク『フェミニン・ビューティ－芸術における女性美』メルヘン社、1987年。クラーク自身最後の大著
- ケネス・クラーク『ロマン主義の反逆：ダヴィッドからロダンまで13人の芸術家』小学館、1988年。
- チャールズ・スタッキー『モネ：睡蓮』松本（高階）絵里加と共訳、中央公論社、1988年。
- E・H・ゴンブリッチ『手段と目的：フレスコ画の歴史』白水社〈アートコレクション〉、1988年。
- スティーヴン・ジョーンズ『18世紀の美術』大野芳材と共訳、岩波書店〈ケンブリッジ西洋美術の流れ 5〉、1989年。
- ドナルド・レノルズ『19世紀の美術』松本絵里加と共訳、岩波書店〈ケンブリッジ西洋美術の流れ 6〉、1989年。
- ローズマリー・ランバート『20世紀の美術』岩波書店〈ケンブリッジ西洋美術の流れ 7〉、1989年。

### 記念論集
- 『美術史の六つの断面：高階秀爾先生還暦記念論文集』編集委員会編、美術出版社 1992

## 出演
- 日曜美術館「名画は語る 美術史家・高階秀爾のメッセージ」（2024年12月22日、NHK）[14]